# Mathieu Bodmer
Mathieu Bodmer (født 22. november 1982 i Évreux, Frankrig) er en fransk fodboldspiller, der spiller for Amiens. Han kom til klubben i 2017. Tidligere har han spillet for blandt andet SM Caen, Lille OSC, Olympique Lyon og Paris Saint-Germain. I Lyon var han med til at vinde både Ligue 1 og pokalturneringen Coupe de France i 2008, og i Paris Saint-Germain var han med til at vinde Ligue 1 i 2012/2013 sæsonen.

## Landshold
Bodmer står (pr. august 2010) noteret for en enkelt kamp for Frankrigs B-landshold.